# حسان مختار
حسان مختار لاعب كرة قدم سعودي ، يلعب كمهاجم في نادي جدة.

## مسيرة اللاعب
لعب في الفئات السنية في نادي الاتحاد ووقع مع نادي جدة في عام 2024.